# Liste der Kulturdenkmäler in Oberursel (Taunus)
Die folgende Liste enthält die in der Denkmaltopographie ausgewiesenen Kulturdenkmäler auf dem Gebiet  der  Stadt Oberursel, Hochtaunuskreis, Hessen.
Hinweis: Die Reihenfolge der Denkmäler in dieser Liste orientiert sich zunächst an Stadtteilen und anschließend der Anschrift, alternativ ist sie auch nach der Bezeichnung, der vom Landesamt für Denkmalpflege vergebenen Nummer oder der Bauzeit sortierbar.
Kulturdenkmäler werden fortlaufend im Denkmalverzeichnis des Landes Hessen durch das Landesamt für Denkmalpflege Hessen auf Basis des Hessischen Denkmalschutzgesetzes (HDSchG) geführt. Die Schutzwürdigkeit eines Kulturdenkmals hängt nicht von der Eintragung in das Denkmalverzeichnis des Landes Hessen oder der Veröffentlichung in der Denkmaltopographie ab.

Das Vorhandensein oder Fehlen eines Objekts in dieser Liste ist keine rechtsverbindliche Auskunft darüber, ob es Kulturdenkmal ist oder nicht: Diese Liste entspricht möglicherweise nicht dem aktuellen Stand der offiziellen Denkmaltopographie. Diese ist für Hessen in den entsprechenden Bänden der Denkmaltopographie Bundesrepublik Deutschland und im Internet unter DenkXweb – Kulturdenkmäler in Hessen einsehbar. Auch diese Quellen sind, obwohl sie durch das Landesamt für Denkmalpflege Hessen aktualisiert werden, nicht immer aktuell, da es im Denkmalbestand immer wieder Änderungen gibt.
Eine verbindliche Auskunft erteilt allein das Landesamt für Denkmalpflege Hessen.
Nutze diese Kartenansicht, um Koordinaten in der Liste zu setzen. In dieser Kartenansicht sind Kulturdenkmale ohne Koordinaten mit einem roten bzw. orangen Marker dargestellt und können in der Karte gesetzt werden. Kulturdenkmale ohne Bild sind mit einem blauen bzw. roten Marker gekennzeichnet, Kulturdenkmale mit Bild mit einem grünen bzw. orangen Marker.
Die Kulturdenkmäler der einzelnen Stadtteile sind in eigenen Listen enthalten:
- Mitte und Nord: diese Liste
- Liste der Kulturdenkmäler in Bommersheim
- Liste der Kulturdenkmäler in Oberstedten
- Liste der Kulturdenkmäler in Stierstadt
- Liste der Kulturdenkmäler in Weißkirchen (Oberursel)

## Denkmäler
| Bild                                                                       | Bezeichnung                                         | Lage | Beschreibung | Bauzeit | Objekt-Nr. |
| -------------------------------------------------------------------------- | --------------------------------------------------- | --- | --- | ------- | ---------- |
| weitere Bilder                                                             | Gesamtanlage Altstadt                               | Oberursel-Mitte Lage | Ackergasse 7,9,11,12,13,14,15,16,17,18,19,20,22,24,25,26,28; Am Rahntor 1,3,5,7; An der Burg 1,2/4,5,6,7,9; An der Herrenmühle 1,2,3,5,9; Bleiche; Bleichstraße 1,2,4,5,6,7,8,9,10,11,12,13,14,15,16; Eppsteiner Straße 3,5,6,8,9,10,11,12,13,14,151,16,17,19,21,23,25,27; Hollerberg 4,5,6,7,9,10,11,13,14,15,16,17,18,19,20,20a,21,22,23,24,28,30,32,34,36; Hospitalgasse 3,3a,6,8,9,10,11,12,13,14,15,16,17,18,19,20,21; Marienstraße 3,8,10,12,14,16; Marktplatz 1,2,3,4,5,6,7,8,9,10,11,12a,13,14; Obere Hainstraße 2,2a,4,6,10,12,14,16; Obergasse 4,5,6,7,8,9,10,12,13,15; Schulstraße 1,2,2a,3,4,6,8,16,18,20,22,24,30/32,31,34,36,38; St. Ursula-Gasse 1,2,3,4,5,6,7,8,9,10,11,12,13,14/16,15,17,18,20,21,22,23,24,26,28,30,32; Schlenkergasse 1,3,4,5,6,7,8,9; Strackgasse 1,4,5,6,7,8,9,11,12,13,14,15,16,17,18,20,22,22a,24; Weidengasse 2,3,4,5,6,7,8,9,10,11,12,15,15a,19; Wiederholtstraße 2,4,5,6,7,7a,8,9; Vorstadt 39,38 |         | 100307 DDB |
| weitere Bilder                                                             | Gesamtanlage Bereich Adenauerallee                  | Oberursel-Mitte Lage | Adenauerallee 3,3a,5,7,9 |         | 100308 DDB |
| weitere Bilder                                                             | Gesamtanlage Bereich Damaschkestraße                | Bommersheim Lage | Damaschkestraße 1,2,3,4,6,8,10,12,14,16,18,20; Frankfurter Landstraße 38,40,42,44,46,48,50,52,54 |         | 740505 DDB |
| Bild gesucht BW                                                            | Gesamtanlage Bereich Füllerstraße                   | Mitte Lage | Füllerstraße 4,6,8,10,12,14/16,18 |         | 100310 DDB |
| Gesamtanlage obere Hohemarkstraße                                          | Gesamtanlage Bereich Hohemarkstraße                 | Oberursel-Nord Lage | Hohemarkstraße 158,160,162,164a,166 |         | 737916 DDB |
| weitere Bilder                                                             | Gesamtanlage Bereich Lindenstraße                   | Oberursel-Mitte Lage | Aumühlenstraße 1b,1c,3,4,5,6,7,8,10,12,14; Lindenstraße 1,3,4,6,8,9,9a,10,11,12,13,14,15,16,17,18,19,20,22,24,26; Wiesenaustraße 1,3 |         | 100309 DDB |
| weitere Bilder                                                             | Wohnhaus                                            | Oberursel-Mitte, Ackergasse 12 LageFlur: 11, Flurstück: 264 | |         | 99721 DDB  |
| weitere Bilder                                                             | Palais Pfeiff                                       | Oberursel-Mitte, Ackergasse 13 LageFlur: 8, Flurstück: 123/1, 124/2 | Das Barockpalais wurde als Patrizierhaus des Hofkammerrates Adam Anton Pfeiff ab 1722 errichtet und diente später als Gasthaus Römischer Kaiser und Deutsches Haus. Bemerkenswert ist das Treppenhaus und die Stuckdecken. Heute beherbergt das Haus eine Gaststätte. |         | 99722 DDB  |
| weitere Bilder                                                             | Wohnhaus                                            | Oberursel-Mitte, Ackergasse 15 LageFlur: 8, Flurstück: 124/5 | |         | 99723 DDB  |
| weitere Bilder                                                             | Wohnhaus                                            | Oberursel-Mitte, Ackergasse 16 LageFlur: 11, Flurstück: 40/274 | |         | 99724 DDB  |
| weitere Bilder                                                             | Wohnhaus                                            | Oberursel-Mitte, Ackergasse 25 LageFlur: 8, Flurstück: 133/2 | Eine Tafel an dem Haus verweist auf das Jahr 1688 |         | 160845 DDB |
| weitere Bilder                                                             | Wohnhaus                                            | Oberursel-Mitte, Ackergasse 26 LageFlur: 11, Flurstück: 295 | |         | 99725 DDB  |
| weitere Bilder                                                             | Ehrenmal                                            | Oberursel-Mitte, Adenauerallee (ohne Nummer) LageFlur: 5, Flurstück: 1344/2 | | 1895    | 761393 DDB |
| weitere Bilder                                                             | Wegekreuz und Kreuzwegstationen                     | Oberursel-Mitte, Adenauerallee, Frankfurter Landstraße LageFlur: 2, 5, 6, Flurstück: 7984/1, 1344/2, 8003/3, 1350/2, 8011/1 | |         | 737335 DDB |
| Wohnhaus                                                                   | Wohnhaus                                            | Oberursel-Mitte, Adenauerallee 4 LageFlur: 3, Flurstück: 20/1 | |         | 99727 DDB  |
| Wohnhaus                                                                   | Wohnhaus                                            | Oberursel-Mitte, Adenauerallee 6 LageFlur: 3, Flurstück: 21/1 | |         | 99728 DDB  |
| Wohnhaus                                                                   | Wohnhaus                                            | Oberursel-Mitte, Adenauerallee 8 LageFlur: 3, Flurstück: 22/2 | |         | 99729 DDB  |
| Wohnhaus                                                                   | Wohnhaus                                            | Oberursel-Mitte, Adenauerallee 10 LageFlur: 3, Flurstück: 23/4 | |         | 99730 DDB  |
| weitere Bilder                                                             | Jüdischer Friedhof                                  | Altkönigstraße LageFlur: 79, Flurstück: 6168/2 | |         | 99732 DDB  |
| Heiligenhäuschen                                                           | Heiligenhäuschen                                    | Altkönigstraße LageFlur: 79, Flurstück: 8882/1 | |         | 737337 DDB |
| Wegekreuz                                                                  | Wegekreuz                                           | Altkönigstraße (Ecke Brüder-Winter-Straße) LageFlur: 14, Flurstück: 8106/23 | Wegekreuz von 1729 |         | 99738 DDB  |
| 1896–1898 Wohnhaus des Malers Hans Thoma                                   | Wohnhaus Altkönigstraße 20                          | Altkönigstraße 20 LageFlur: 21, Flurstück: 936/2 | |         | 100803 DDB |
| Villa                                                                      | Villa                                               | Altkönigstraße 28, Brüder-Winter-Straße 2 LageFlur: 22, Flurstück: 943/5, 944/2 | Villa mit Garten |         | 99734 DDB  |
| Villa                                                                      | Villa                                               | Altkönigstraße 52 LageFlur: 73, Flurstück: 5727/16, 5727/17 | Villa mit Garten und Einfriedung |         | 99735 DDB  |
| Oberursel Schuckardtsmühle                                                 | Schuckardtsmühle                                    | Altkönigstraße 53 LageFlur: 15, Flurstück: 471 | |         | 100804 DDB |
| weitere Bilder                                                             | Villa                                               | Altkönigstraße 60 LageFlur: 73, Flurstück: 5727/14, 5731/12 | Villa mit Garten |         | 99736 DDB  |
| weitere Bilder                                                             | Schillerturm                                        | Altkönigstraße 115, Borkenberg LageFlur: 97, Flurstück: 9040/7 | Zum 100. Todestag von Friedrich Schiller wurde der Schillerturm durch Oberurseler Bürger und den Taunusklub errichtet. Die offizielle Weihe erfolgte am 7. Mai 1905. An Schillers Todestag, dem 9. Mai 1905 wurde der Turm dann der Öffentlichkeit übergeben. |         | 99737 DDB  |
| Wohnhaus                                                                   | Wohnhaus                                            | Am Rahmtor 3 LageFlur: 12, Flurstück: 334/1 | |         | 99739 DDB  |
| Oberursel, Stadtmauer                                                      | Reste der Stadtbefestigung                          | An der Burg, Ackergasse 7/13, An der Burg 2/2a/4/6, An der Herrenmühle 2, Hollerberg 7, Hospitalstraße 6/14, Marktplatz 14, Schulstraße, Vorstadt 39 LageFlur: 8, 11, 12, 13, 14, 29, Flurstück: diverse Flurstücke                                                                                                   | |         | 737401 DDB |
| weitere Bilder                                                             | sogenannte Burg                                     | An der Burg 2/4 LageFlur: 14, Flurstück: 462/2, 68/463 | Das Haus war im 15. Jahrhundert eppsteinisch und wurde 1529 dem Amtmann Ph. Reiffenstein geschenkt. 1737 erfolgte ein Umbau. |         | 99741 DDB  |
| Wohnhaus, sogenannte Burg                                                  | Wohnhaus, sogenannte Burg                           | An der Burg 6 LageFlur: 14, Flurstück: 69/464 | |         | 99740 DDB  |
| weitere Bilder                                                             | Villa                                               | An der Heide 1 LageFlur: 70, Flurstück: 5501/2 | Villa mit Garten |         | 99742 DDB  |
| ehemalige Herrenmühle                                                      | ehemalige Herrenmühle                               | An der Herrenmühle 9 LageFlur: 12, Flurstück: 399/1 | |         | 99743 DDB  |
| Villa                                                                      | Villa                                               | Berliner Straße 10 LageFlur: 18, Flurstück: 741/1 | |         | 99745 DDB  |
| Oberursel Berliner Meilenstein                                             | Berliner Bärenstein                                 | Oberursel-Mitte, Berliner Straße (Ecke Hohemarkstraße – gegenüber Einmündung Portstraße) LageFlur: 84, Flurstück: 6624/9 | Betonquader mit dem Bären-Motiv von Renée Sintenis; 117 cm × 89 cm × 29 cm; Gewicht ca. 550 kg; Hersteller: Dyckerhoff Portland Zement, Wiesbaden; Zustand: verschmutzt, leichte Beschädigungen; errichtet am 17. Juni 1964 im Beisein von Bürgermeister Heinrich Heil, Stadtverordnetenvorsteher Fritz Dahlhaus, Stadtrat Wilhelm Wollenberg und Rudolf Dümchen als Vertreter des Berliner Senats; unter Denkmalschutz seit 2014; vgl. http://www.berliner-meilensteine.de/dokumente/oberursel.html |         | 136446 DDB |
| Oberursel, Haus Bleichstr. 5                                               | Wohnhaus                                            | Bleichstraße 5 LageFlur: 12, Flurstück: 381/1 | |         | 99746 DDB  |
| Wohnhaus                                                                   | Wohnhaus                                            | Bleichstraße 6 LageFlur: 9, Flurstück: 187 | |         | 99747 DDB  |
| Wohnhaus                                                                   | Wohnhaus                                            | Bleichstraße 10 LageFlur: 9, Flurstück: 185 | |         | 99749 DDB  |
| Wohnhaus                                                                   | Wohnhaus                                            | Bleichstraße 12 LageFlur: 9, Flurstück: 184 | |         | 99750 DDB  |
| Wohnhaus                                                                   | Wohnhaus                                            | Bleichstraße 14 LageFlur: 9, Flurstück: 183 | |         | 99751 DDB  |
| weitere Bilder                                                             | Marienkapelle                                       | Borkenberg LageFlur: 97, Flurstück: 9040/8 | |         | 99752 DDB  |
| weitere Bilder                                                             | Katholische Sankt Hedwig-Kirche                     | Eisenhammerweg 10, Borkenberg 19 LageFlur: 41, Flurstück: 494/22, 494/24 | An diesem ungewöhnlichen Bauwerk fällt das parabelförmig gewölbtes Kirchenschiff auf. Dieses gewölbte Dach ist mit Kupferblech gedeckt und zeigt den typischen Grünspan. Im Inneren dominiert die Glasfassade der südlichen Stirnseite. Das abstrakte Werk aus buntem Betonglas ist ein Werk des Künstlers Hermann Goepfert. | 1966    | 135968 DDB |
| weitere Bilder                                                             | Gasthaus „Zum Adler“                                | Eppsteiner Straße 8 LageFlur: 8, Flurstück: 135 | |         | 99753 DDB  |
| Oberursel, Obere Hainstraße 2a                                             | Fachwerkhaus                                        | Eppsteiner Straße 9, Obere Hainstraße 2a LageFlur: 9, Flurstück: 163 | Oberursel, Obere Hainstraße 2a |         | 99754 DDB  |
| weitere Bilder                                                             | Wohnhaus                                            | Eppsteiner Straße 11 LageFlur: 9, Flurstück: 162/4 | |         | 99755 DDB  |
| Wohnhaus                                                                   | Wohnhaus                                            | Eppsteiner Straße 13 LageFlur: 9, Flurstück: 167/1 | |         | 99756 DDB  |
| Wohnhaus                                                                   | Wohnhaus                                            | Eppsteiner Straße 23 LageFlur: 9, Flurstück: 173 | |         | 99757 DDB  |
| Wohnhaus                                                                   | Wohnhaus                                            | Eppsteiner Straße 25 LageFlur: 9, Flurstück: 174 | |         | 99758 DDB  |
| weitere Bilder                                                             | Hauptgebäude Klinik Hohe Mark                       | Friedländer Straße 2 LageFlur: 60, Flurstück: 4591/9 | |         | 99763 DDB  |
| weitere Bilder                                                             | Villa Kunz                                          | Füllerstraße 26 LageFlur: 17, Flurstück: 673/5 | |         | 99764 DDB  |
| Landhaus „Platte“                                                          | Landhaus „Platte“                                   | Goethestraße 3 LageFlur: 82, Flurstück: 6405/106 | |         | 99765 DDB  |
| Kath. Liebfrauenkirche                                                     | Kath. Liebfrauenkirche                              | Herzbergstraße 32 LageFlur: 83, Flurstück: 6528/7 | |         | 99744 DDB  |
| Gewerbehalle                                                               | Gewerbehalle                                        | Hohemarkstraße 41 LageFlur: 92, Flurstück: 7541/8, 7541/9, 7542/5 | heute als Jet-Tankstelle genutzt | 1950    | 135969 DDB |
| weitere Bilder                                                             | Sachgesamtheit ehemalige Motorenfabrik Oberursel AG | Hohemarkstraße 60 LageFlur: 40, Flurstück: 7769/5 | |         | 738412 DDB |
| Straßenbahnhäuschen                                                        | Straßenbahnhäuschen                                 | Hohemarkstraße 60 LageFlur: 40, Flurstück: 7769/5, 7769/6 | |         | 738412 DDB |
| Bild gesucht BW                                                            | Wohnhaus                                            | Hohemarkstraße 162 LageFlur: 43, Flurstück: 2891/5 | |         | 99768 DDB  |
| ehemaliges Erholungsheim                                                   | ehemaliges Erholungsheim                            | Hohemarkstraße 166 LageFlur: 43, Flurstück: 2894/1 | heute Agnes-Geering-Heim (Alten- und Pflegeheim) |         | 99769 DDB  |
| Villa Schaller                                                             | Villa Schaller                                      | Hohemarkstraße 190 LageFlur: 45, Flurstück: 514/37 | |         | 99770 DDB  |
| weitere Bilder                                                             | Alte Schule                                         | Hollerberg 10 LageFlur: 12, Flurstück: 337/1 | |         | 99771 DDB  |
| Ehemaliger Schuppen                                                        | Ehemaliger Schuppen                                 | Hollerberg 20a LageFlur: 12, Flurstück: 386/2 | |         | 99772 DDB  |
| weitere Bilder                                                             | Untermühle (sogenannte Steinmetzmühle)              | Hollerberg 23 LageFlur: 12, Flurstück: 384 | |         | 99773 DDB  |
| Wohnhaus                                                                   | Wohnhaus                                            | Hollerberg 30 LageFlur: 12, Flurstück: 392 | |         | 99774 DDB  |
| Wegekreuz                                                                  | Wegekreuz                                           | Homburger Landstraße (ohne Nummer) LageFlur: 1, Flurstück: 1/66 | Von Vikar Nikolaus Kirsch gestiftetes Kreuz von 1739 vor dem Alten Friedhof Oberursel |         | 99775 DDB  |
| Kapelle auf dem Friedhof                                                   | Kapelle auf dem Friedhof                            | Homburger Landstraße (Ecke Frankfurter Landstraße), Geschwister-Scholl-Straße 13/15/17/19 LageFlur: 1, Flurstück: 1/74 | |         | 99761 DDB  |
| weitere Bilder                                                             | Alter Friedhof                                      | Homburger Landstraße (Ecke Frankfurter Landstraße), Geschwister-Scholl-Straße 13/15/17/19 LageFlur: 1, Flurstück: 1/74 | |         | 99761 DDB  |
| Friedhofstor                                                               | Friedhofstor                                        | Homburger Landstraße (Ecke Frankfurter Landstraße) LageFlur: 1, Flurstück: 1/74 | |         | 99761 DDB  |
| Kreuzigungsgruppe (Friedhof)                                               | Kreuzigungsgruppe (Friedhof)                        | Homburger Landstraße (Ecke Frankfurter Landstraße), Geschwister-Scholl-Straße 13/15/17/19 LageFlur: 1, Flurstück: 1/74 | |         | 99761 DDB  |
| Trauerhalle                                                                | Trauerhalle                                         | Homburger Landstraße (Ecke Frankfurter Landstraße), Geschwister-Scholl-Straße 13/15/17/19 LageFlur: 1, Flurstück: 1/74 | | 1939    | 99761 DDB  |
| weitere Bilder                                                             | Altes Hospital                                      | Hospitalstraße 9 LageFlur: 11, Flurstück: 235/2 | Bürgerstiftung um 1530, erbaut 1668, erweitert 1851, geschlossen 1958, renoviert 1976 |         | 99776 DDB  |
| weitere Bilder                                                             | Kath. Kirche                                        | Hospitalstraße 9 LageFlur: 11, Flurstück: 235/2 | Hospitalkirche mit Ausstattung |         | 99776 DDB  |
| Wohnhaus                                                                   | Wohnhaus                                            | Hospitalstraße 11 LageFlur: 11, Flurstück: 235/3 | |         | 99777 DDB  |
| Wohnhaus und Hoftor                                                        | Wohnhaus und Hoftor                                 | Hospitalstraße 20 LageFlur: 11, Flurstück: 81/251 | |         | 99778 DDB  |
| weitere Bilder                                                             | Vereinshaus mit Turnhalle                           | Korfstraße 4 LageFlur: 29, Flurstück: 1370/4 | | 1911    | 99780 DDB  |
| Villa                                                                      | Villa                                               | Liebfrauenstraße 22 LageFlur: 83, Flurstück: 6502/1 | |         | 99781 DDB  |
| Mehrfamilienhaus                                                           | Mehrfamilienhaus                                    | Liebfrauenstraße 24 LageFlur: 83, Flurstück: 6502/3 | |         | 99782 DDB  |
| Villa                                                                      | Villa                                               | Liebfrauenstraße 26 LageFlur: 83, Flurstück: 6502/5 | |         | 99783 DDB  |
| Villa Cunz                                                                 | Villa Cunz                                          | Lindenstraße 12 LageFlur: 31, Flurstück: 474/18 | | 1908    | 99784 DDB  |
| weitere Bilder                                                             | Villa Brass                                         | Lindenstraße 26 LageFlur: 31, Flurstück: 1561/1 | |         | 99785 DDB  |
| Bild gesucht BW                                                            | Wohnturm                                            | Maasgrundweg 55 LageFlur: 77, Flurstück: 6064/4 | |         | 99786 DDB  |
| Wohnhaus                                                                   | Wohnhaus                                            | Marienstraße 16 LageFlur: 14, Flurstück: 433/1 | „Rektorat“. Wohnhaus des Rektors und Winterschule der Lateinschule bis 1820 |         | 99787 DDB  |
| Ehemaliges Amtshaus                                                        | Ehemaliges Amtshaus                                 | Marktplatz 1, Schulstraße 30 LageFlur: 11, Flurstück: 257/1 | Vortaunusmuseum |         | 99788 DDB  |
| Hofmauer mit Einfahrt und Pforte                                           | Hofmauer mit Einfahrt und Pforte                    | Marktplatz 2/2a LageFlur: 11, Flurstück: 317/2, 317/3 | |         | 99789 DDB  |
| Wohnhaus                                                                   | Wohnhaus                                            | Marktplatz 3 LageFlur: 11, Flurstück: 316 | | um 1700 | 99790 DDB  |
| Gasthaus „Zum Hirsch“                                                      | Gasthaus „Zum Hirsch“                               | Marktplatz 8, Hollerberg 17 LageFlur: 12, Flurstück: 369/2, 370 | |         | 99791 DDB  |
| Wohnhaus                                                                   | Wohnhaus                                            | Marktplatz 10 LageFlur: 12, Flurstück: 367/1 | |         | 99792 DDB  |
| Wohnhaus                                                                   | Wohnhaus                                            | Marktplatz 12 LageFlur: 12, Flurstück: 90/365 | |         | 748268 DDB |
| Wohnhaus                                                                   | Wohnhaus                                            | Marktplatz 13 LageFlur: 12, Flurstück: 364 | |         | 99794 DDB  |
| weitere Bilder                                                             | Altes Rathaus                                       | Marktplatz 14 LageFlur: 12, Flurstück: 336 | |         | 99795 DDB  |
| Bild gesucht BW                                                            | Sachteil Wandmalereien                              | Marxstraße 20 LageFlur: 38, Flurstück: 2503/12 | Grundschule Nord, Wandmalerei im NW-Flügel von 1951 |         | 737448 DDB |
| weitere Bilder                                                             | Ehemalige Mühle                                     | Obere Hainstraße 12 LageFlur: 9, Flurstück: 36/150 | Wohnhaus (alte Mühle) |         | 99798 DDB  |
| Wohnhaus                                                                   | Wohnhaus                                            | Obergasse 3 LageFlur: 14, Flurstück: 465/2 | |         | 99799 DDB  |
| weitere Bilder                                                             | Wohnhaus                                            | Obergasse 6 LageFlur: 13, Flurstück: 417 | |         | 99800 DDB  |
| Wohnhaus                                                                   | Wohnhaus                                            | Obergasse 12 LageFlur: 12, Flurstück: 61/409 | |         | 99801 DDB  |
| Wohnhaus                                                                   | Wohnhaus                                            | Obergasse 15 LageFlur: 12, Flurstück: 407 | |         | 99802 DDB  |
| weitere Bilder                                                             | Ehrenmal                                            | Oberhöchstadter Straße (ohne Nummer) LageFlur: 31, Flurstück: 1513/10 | | 1930    | 738425 DDB |
| Kaiserliches Postamt                                                       | Ehemalige Post                                      | Oberhöchstadter Straße 5 LageFlur: 10, Flurstück: 633/21 | | 1911    | 99803 DDB  |
| weitere Bilder                                                             | Evangelische Christuskirche mit Platzanlage         | Oberhöchstadter Straße 18a LageFlur: 31, Flurstück: 1446/1, 1446/2 | 1913 nach Entwurf der Karlsruher Architekten Curjel & Moser errichtet |         | 737408 DDB |
| weitere Bilder                                                             | Landhaus Coste                                      | Oberhöchstadter Straße 41/43 LageFlur: 70, Flurstück: 5503/1, 5504/1 | |         | 737409 DDB |
| weitere Bilder                                                             | Sachgesamtheit Bahnhof Oberursel                    | Platz der Deutschen Einheit 1, Eisenbahn LageFlur: 81, Flurstück: 8890/13, 8890/18, 8890/19 | Bahnhofempfangsgebäude | 1901    | 737400 DDB |
| Sachgesamtheit Bahnhof Oberursel                                           | Sachgesamtheit Bahnhof Oberursel                    | Platz der Deutschen Einheit 1, Eisenbahn LageFlur: 81, Flurstück: 8890/11 | Bahnhofsüberdachung (Perronhalle) |         | 737400 DDB |
| Sachgesamtheit Bahnhof Oberursel                                           | Sachgesamtheit Bahnhof Oberursel                    | Platz der Deutschen Einheit 1, Eisenbahn (an der Frankfurter Landstraße) LageFlur: 3, Flurstück: 6/15 | ehemaliges Bahnwärterhäuschen, am Bahnübergang |         | 737400 DDB |
| Villa                                                                      | Villa                                               | Portstraße 13 LageFlur: 19, Flurstück: 8140/30 | |         | 99806 DDB  |
| Wohnhaus                                                                   | Wohnhaus                                            | Schlenkergasse 5 LageFlur: 11, Flurstück: 53/282 | |         | 99807 DDB  |
| Wohnhaus                                                                   | Wohnhaus                                            | Schulstraße 2a LageFlur: 14, Flurstück: 437 | |         | 737413 DDB |
| Wohnhaus                                                                   | Wohnhaus                                            | Schulstraße 22 LageFlur: 12, Flurstück: 347/1 | |         | 99809 DDB  |
| weitere Bilder                                                             | Ehem. ev. Kirche                                    | Schulstraße 25 LageFlur: 11, Flurstück: 258/1 | Ferdinand-Balzer-Haus. Ferdinand Balzer (1872–1916) war ein Maler, der 1906 bis 1910 in Oberursel lebte. Das heutige Jugendheim war 1855 bis 1914 die erste evangelische Kirche der Stadt. Das neuromanische Gebäude wurde 1977 renoviert. |         | 99811 DDB  |
| weitere Bilder                                                             | Grundschule Mitte                                   | Schulstraße 27 LageFlur: 11, Flurstück: 259/8 | Schule Mitte von 1877 |         | 738421 DDB |
| Wegekreuz                                                                  | Wegekreuz                                           | Schulstraße 27 LageFlur: 11, Flurstück: 259/8 | Wegekreuz |         | 99808 DDB  |
| Ehemaliges Brauhaus                                                        | Ehemaliges Brauhaus                                 | Schulstraße 32 LageFlur: 11, Flurstück: 257/1 | | 1826    | 100805 DDB |
| Wohnhaus                                                                   | Wohnhaus                                            | St.-Ursula-Gasse 2 LageFlur: 12, Flurstück: 406/1 | |         | 99813 DDB  |
| weitere Bilder                                                             | Wohnhaus und Scheune                                | St.-Ursula-Gasse 5 LageFlur: 14, Flurstück: 439 | erbaut im 17. Jahrhundert |         | 99814 DDB  |
| Signorino- bzw. Weilersmühle                                               | Signorino- bzw. Weilersmühle                        | St.-Ursula-Gasse 8 LageFlur: 12, Flurstück: 401 | | 1728    | 99815 DDB  |
| Obermühle                                                                  | Obermühle                                           | St.-Ursula-Gasse 10 LageFlur: 12, Flurstück: 400 | |         | 99816 DDB  |
| Hofanlage                                                                  | Hofanlage                                           | St.-Ursula-Gasse 13 LageFlur: 14, Flurstück: 434/1 | Das Haus wurde im Jahr 1656 nach den Zerstörungen des Dreißigjährigen Kriegs durch Georg Steeden erbaut und ist seitdem im Familienbesitz. Das Haus hat seit dem 18. Jahrhundert keine größeren Veränderungen erfahren. Eine Sanierung erfolgte im Jahr 2013. |         | 99817 DDB  |
| weitere Bilder                                                             | Kath. Pfarrhaus                                     | St.-Ursula-Gasse 15 LageFlur: 12, Flurstück: 353/2 | kath. Pfarrhaus mit Hoftor, 1657 erbaut |         | 737422 DDB |
| weitere Bilder                                                             | Kath. Sankt Ursula-Kirche mit Kirchhof              | St.-Ursula-Gasse 16/14 LageFlur: 12, Flurstück: 396, 83/397 | kath. Kirche mit Ausstattung und Kirchhof |         | 99825 DDB  |
| Wohnhaus                                                                   | Wohnhaus                                            | St.-Ursula-Gasse 19 LageFlur: 12, Flurstück: 345/1 | |         | 99819 DDB  |
| weitere Bilder                                                             | Wohnhaus                                            | St.-Ursula-Gasse 21 LageFlur: 12, Flurstück: 344 | |         | 99820 DDB  |
| Ehemalige Mädchenschule                                                    | Ehemalige Mädchenschule                             | St.-Ursula-Gasse 24 LageFlur: 12, Flurstück: 363 | ehem. Mädchenschule, als solche genutzt: Ende 17. Jahrhundert bis 1825 |         | 99821 DDB  |
| Wohnhaus                                                                   | Wohnhaus                                            | St.-Ursula-Gasse 28 LageFlur: 12, Flurstück: 95/355 | |         | 99822 DDB  |
| Oberursel, Haus Sankt-Ursula-Gasse Nr. 30                                  | Wohnhaus                                            | St.-Ursula-Gasse 30 LageFlur: 12, Flurstück: 356/2 | Oberursel, Haus Sankt-Ursula-Gasse Nr. 30 |         | 99823 DDB  |
| Wohnhaus                                                                   | Wohnhaus                                            | St.-Ursula-Gasse 32 LageFlur: 12, Flurstück: 84/373 | |         | 99824 DDB  |
| Wohnhaus                                                                   | Wohnhaus                                            | Strackgasse 4 LageFlur: 11, Flurstück: 225/3 | |         | 99826 DDB  |
| Hofanlage                                                                  | Hofanlage                                           | Strackgasse 5 LageFlur: 11, Flurstück: 266 | |         | 99827 DDB  |
| Wohnhaus                                                                   | Wohnhaus                                            | Strackgasse 16 LageFlur: 11, Flurstück: 241/1 | |         | 99829 DDB  |
| Nebengebäude Scheune                                                       | Nebengebäude Scheune                                | Strackgasse 22 LageFlur: 11, Flurstück: 43/249 | |         | 99830 DDB  |
| Kaiserin-Friedrich-Brücke                                                  | Kaiserin-Friedrich-Brücke                           | Urselbach, An der Haidtränk LageFlur: 47, Flurstück: 3223/2, 3223/8, 8510/2 | | 1891    | 99831 DDB  |
| weitere Bilder                                                             | Mehrfamilienhaus Wohn- und Geschäftshaus            | Vorstadt 3 LageFlur: 7, Flurstück: 71/4 | |         | 99832 DDB  |
| weitere Bilder                                                             | Alte Apotheke                                       | Vorstadt 37 LageFlur: 8, Flurstück: 118/1 | Alte Apotheke von 1847 |         | 99833 DDB  |
| Sogenanntes Signorino-Kreuz                                                | Sogenanntes Signorino-Kreuz                         | Wandkaut LageFlur: 39, Flurstück: 4208 | Sandsteinkreuz mit Bronzekruzifix, gestiftet von Marie Josepha Signorino | 1818    | 100802 DDB |
| Oberursel, Werkgraben in der Altstadt neu eingefasst an der Steinmetzmühle | Werkgraben Altstadt                                 | Weidengasse, An der Burg 6, An der Herrenmühle 9, Bleichstraße, Eppsteiner Straße, Hollerberg, Hospitalstraße, Korfplatz, Korfstraße, Marktplatz, Obere Hainstraße, Obergasse, St-Ursula-Gasse 10, Strackgasse, Vor den Bienengärten, Wiederholtstraße LageFlur: 9, 10, 11, 12, 14, 29, Flurstück: diverse Flurstücke | Oberursel, Werkgraben in der Altstadt neu eingefasst an der Steinmetzmühle |         | 738411 DDB |
| Wohnhaus                                                                   | Wohnhaus                                            | Weidengasse 2 LageFlur: 11, Flurstück: 300 | |         | 99834 DDB  |
| Oberursel, Haus Weidengasse Nr. 3                                          | Wohnhaus Weidengasse 3                              | Weidengasse 3 LageFlur: 11, Flurstück: 298 | Oberursel, denkmalgeschütztes Haus Weidengasse Nr. 3 |         | 99835 DDB  |
| Wohnhaus                                                                   | Wohnhaus                                            | Weidengasse 4 LageFlur: 11, Flurstück: 34/301 | |         | 100730 DDB |
| Ehemalige Synagoge                                                         | Ehemalige Synagoge                                  | Weidengasse 9 LageFlur: 11, Flurstück: 271 | Im Hinterhaus befand sich 1803–1961 die Synagoge |         | 99836 DDB  |
| Wohnhaus                                                                   | Wohnhaus                                            | Weidengasse 10 LageFlur: 11, Flurstück: 311 | |         | 99837 DDB  |
| weitere Bilder                                                             | Ehemalige Mühle                                     | Weidengasse 11 LageFlur: 11, Flurstück: 273 | |         | 99838 DDB  |
| Wohnhaus                                                                   | Wohnhaus                                            | Weidengasse 12 LageFlur: 11, Flurstück: 312 | |         | 99839 DDB  |
| weitere Bilder                                                             | Wohnhaus                                            | Weidengasse 15 LageFlur: 11, Flurstück: 284/2 | |         | 99840 DDB  |
| Wohnhaus                                                                   | Wohnhaus                                            | Wiederholtstraße 7 LageFlur: 9, Flurstück: 182/4 | Wohnhaus und Hoftor |         | 99841 DDB  |
| Wohnhaus                                                                   | Wohnhaus                                            | Wiederholtstraße 9, Wiederholtstraße 7 LageFlur: 9, Flurstück: 181, 182/4 | |         | 99842 DDB  |
| Gebäude der Main-Kraftwerke                                                | Gebäude der Main-Kraftwerke                         | Zimmersmühlenweg 2 LageFlur: 36, Flurstück: 2220/3 | zwei Gebäude der Main-Kraftwerke |         | 99843 DDB  |

## Ehemalige Denkmäler
| Bild                                                                     | Bezeichnung          | Lage                                                                                | Beschreibung | Bauzeit | Objekt-Nr. |
| ------------------------------------------------------------------------ | -------------------- | ----------------------------------------------------------------------------------- | --- | ------- | ---------- |
| Bild gesucht BW                                                          | Gaststätte Zum Bären | Oberursel, Vorstadt 2 LageFlur: 10, Flurstück: 196/4                                | 1991 wurde die 1813 erbaute Gaststätte „Zum Bären“ abgerissen. Bis heute hält sich der Name „Bärenkreuzung“ für die anliegende Kreuzung und der Bärenbrunnen erinnert an das Haus. | 1813    |            |
| Villa Gans in Oberursel, heute Teil des Dorint Hotel Frankfurt Oberursel | Villa Gans           | Oberursel, Königsteiner Str. 29 LageFlur: 76, 77, Flurstück: 5964/3, 5964/4, 6009/1 | Villa Gans, Park, Nebengebäude. Nach Abbruch des Gebäudes 2014 wurde der gesamte Komplex einschließlich Park und Nebengebäude aus der Denkmalliste gestrichen.                     | 1909/10 | 99779      |
| Wohnhaus                                                                 | Wohnhaus             | Oberursel, Bleichstr. 8 LageFlur: 9, Flurstück: 186                                 | Abbruch genehmigt 2005 |         |            |